# Dion de Siracusa
Dion (en griego antiguo, Δίων; 408 - 354 a. C.) fue tirano de Siracusa entre los años 357 y 354 a. C., hijo de Hiparino y cuñado de Dionisio I.
En su juventud, fue un admirador y alumno de Platón, a quien Dionisio había invitado a Siracusa; y que se esforzó por inculcar las máximas de su maestro en la mente del tirano. La severa moralidad de Dion resultó desagradable a Dionisio II, y el historiador Filisto, un partidario fiel del poder despótico, consiguió su destierro por supuestas intrigas con los cartagineses.
El filósofo exiliado se retiró a Atenas, donde le fue permitido disfrutar sus ingresos en paz al principio; pero la intercesión de Platón (quien había visitado Siracusa para conseguir la destitución de Dion otra vez) sólo sirvió para exasperar al tirano. 
Este último ultraje excitó a Dion. Concentrando una fuerza pequeña en Zante, navegó a Sicilia en 357 a. C. y fue recibido con demostraciones de alegría. Dioniso, que estaba en Italia, regresó a Sicilia, pero fue derrotado y obligado a huir. Dion mismo, fue poco después reemplazado por las intrigas de Heráclides Póntico, y desterrado otra vez. La incompetencia del nuevo líder y las crueldades de Apolócrates, el hijo de Dioniso, condujeron pronto a su destitución. Apenas se había hecho amo de Sicilia cuando el pueblo empezó a expresar su descontento por su tiránica conducta, y fue asesinado por Calipo, un ateniense que lo había acompañado en su expedición.

## En la ficción
Dion es uno de los personajes de la novela histórica La máscara de Apolo, escrita por Mary Renault. También es personaje de la novela La séptima carta, de Vintila Horia y de la novela histórica  El asesinato de Platón  de Marcos Chicot